# Nuri Tan
Nuri Tan (1947 – 25 dicembre 2021) è stato un cestista turco.

## Carriera
Con la Turchia ha disputato due edizioni dei Campionati europei (1971, 1973).

## Palmarès
- Campionato turco: 8

İTÜ Istanbul: 1967-68, 1969-70, 1970-71, 1971-72, 1972-73
Eczacıbaşı: 1975-76, 1976-77, 1977-78